# Rachels Hochzeit
Rachels Hochzeit (Originaltitel: Rachel Getting Married) ist ein US-amerikanisches Filmdrama aus dem Jahr 2008. Regie führte Jonathan Demme, das Drehbuch schrieb Jenny Lumet.

## Handlung
Zur Hochzeit ihrer Schwester Rachel wird die als schwierig und labil geltende, alkoholkranke Kym für wenige Tage aus der Rehabilitation entlassen und kehrt in ihr Elternhaus zurück. Dort hat sich bereits die Hochzeitsgesellschaft aus Freunden und Verwandten der Familie versammelt. Das geplante idyllische Wochenende aber wird schon bald durch Kym gestört. Nicht nur bringt sie mit ihren bissig-ironischen Bemerkungen und ihrem Drang, im Mittelpunkt zu stehen, die zukünftige Braut gegen sich auf. Auch verdrängte Erinnerungen werden wach: Kym hatte vor einigen Jahren im Drogenrausch einen Autounfall verursacht, bei dem ihr kleiner Bruder Ethan ums Leben kam. Sie konnte sich den Tod des Bruders nicht verzeihen und wurde alkoholabhängig. Auch die Familie hat Kym unterschwellig nie verziehen. Ihre Eltern ließen sich bald nach dem Tod des einzigen Sohnes scheiden. Rachel wiederum litt darunter, dass ihre süchtige Schwester immer mehr beachtet und umsorgt wurde als sie – selbst an ihrer eigenen Hochzeit scheint Kym allein im Mittelpunkt zu stehen. Die wiederum stört die Kontrollsucht ihres Vaters über sie. Eine vor allen Gästen vorgetragene Entschuldigung Kyms nimmt Rachel nur als weiteren Versuch Kyms wahr, mit ihrer Krankheit zu kokettieren und Aufmerksamkeit erreichen zu wollen.
Als Rachel beim gemeinsamen Friseurbesuch erfährt, dass Kym in ihrer Zeit der Suchttherapie behauptet hat, sie sei wie auch ihre Schwester als Kind von ihrem Onkel vergewaltigt worden – was sie zu dem gemacht habe, was sie sei –, ist Rachel entsetzt und wendet sich verärgert von Kym ab. Auch bei ihrer Mutter erfährt Kym keinen Halt, da sie sie immer noch für den Tod des Bruders verantwortlich macht. Nach einer heftigen Auseinandersetzung, in der ihre Mutter sie schlägt, fährt Kym aufgelöst mit dem Auto umher und steuert es schließlich im Wald gegen einen Felsen. Erst am nächsten Morgen, dem Tag der Hochzeit Rachels, wird sie von der Polizei gefunden und nach Hause gebracht. Sie hat ein blaues Auge und Abschürfungen im Gesicht. Ihre Schwester badet sie und kleidet sie als Brautjungfer ein. Rachels Hochzeit verläuft ohne Probleme, auch wenn sich Kym eher abseits hält. Beim Anschneiden des Kuchens wird sie als fester Teil der Familie mit hinzugeholt.
Am nächsten Morgen wird Kym von ihrer Rehabilitationsbetreuerin abgeholt. Sie verabschiedet sich von Rachel, nicht jedoch von ihrem Vater.

## Kritiken
Die Kritik nahm den Film deutlich positiv auf. Claudia Puig schrieb in USA Today: „Hathaway spielt wundervoll. Ihre nervösen Lacher, ihre Kantigkeit und ihr Temperament kontrastieren überzeugend mit ihrem Bedürfnis nach Aufmerksamkeit und ihrer Verletzbarkeit. Ihr Charakter wirkt erkennbar und authentisch, ungleich den vielen anderen schematischen Hollywoodcharakteren.“
Wesley Lovell schrieb am 3. August 2008 anhand des verfügbaren Materials auf www.oscarguy.com, Anne Hathaway wirke besser als jemals zuvor.
Eine umfangreiche Sammlung internationaler Kritiken ist in der Internet Movie Database wie auf Rotten Tomatoes vorhanden.

## Auszeichnungen
Anne Hathaway wurde für ihre Rolle als Kym für den Oscar und den Golden Globe Award als Beste Hauptdarstellerin nominiert.

## Hintergründe
Nachdem im Sommer 2007 die Mitwirkung von Anne Hathaway, Bill Irwin, Anna Deveare Smith und Debra Winger gesichert war, begannen Mitte September 2007 die Dreharbeiten in Fairfield (Connecticut) und in Stamford (Connecticut). Das Projekt trug den Arbeitstitel Dancing with Shiva und wurde von Sony Pictures Classics produziert.
Die Weltpremiere fand am 1. September 2008 auf den 65. Internationalen Filmfestspiele von Venedig statt, an denen der Film als Wettbewerbsbeitrag teilnahm. Im September 2008 war der Film für das Toronto International Film Festival eingeplant. Er kam am 3. Oktober 2008 in die Kinos der USA. Der deutsche Kinostart war am 2. April 2009.
Die Drehbuchautorin Jenny Lumet ist eine Tochter des Regisseurs Sidney Lumet.